# Must Farm
Must Farm est un site archéologique de l'Âge du bronze découvert en 1999 à Whittlesey, dans le bassin de Flag Fen, près de Peterborough, dans le comté du Cambridgeshire, en Angleterre. Ce site constitue une véritable capsule temporelle de l'Âge du bronze britannique.

## Historique
Avant la découverte du site, de nombreux objets avaient été découverts en 1969 à cet endroit. C'est seulement trente ans plus tard, en 1999, à côté d'une carrière d'argile, que fut véritablement découvert le site. Les exploitants de cette carrière découvrirent de nombreux morceaux de bois. C'est alors qu'un archéologue local intervint et découvrit que c'étaient en réalité des poteaux en bois qui devaient constituer une ancienne habitation. Les premières recherches furent effectuées en 2004 puis, de façon plus poussée, en 2006.
En 2011 et en 2015, l'unité archéologique de Cambridge, en collaboration avec Forterra, l'équipe locale d'étude de l'environnement historique, a entrepris de nombreuses recherches le long de cette ancienne rivière et ils ont découvert de nombreux bateaux et vestiges archéologiques.
Les fouilles ont pris fin mi-2016 et le site a été comblé afin de le protéger. Les études se sont toutefois poursuivies, aussi bien sur les objets découverts que sur les hypothèses liées à sa construction et à sa destruction. Ces recherches ont permis une meilleure compréhension du mode de vie des habitants de cette région durant l'Âge du bronze britannique.
Must Farm a été surnommé avec emphase par un documentaire de la BBC d'aout 2016 « le Pompéi britannique », en raison de l'état de conservation remarquable de ses cinq habitations circulaires en bois et de l'abondant mobilier archéologique qui y a été trouvé,.

Schéma simplifié d'une maison en bois de Must Farm

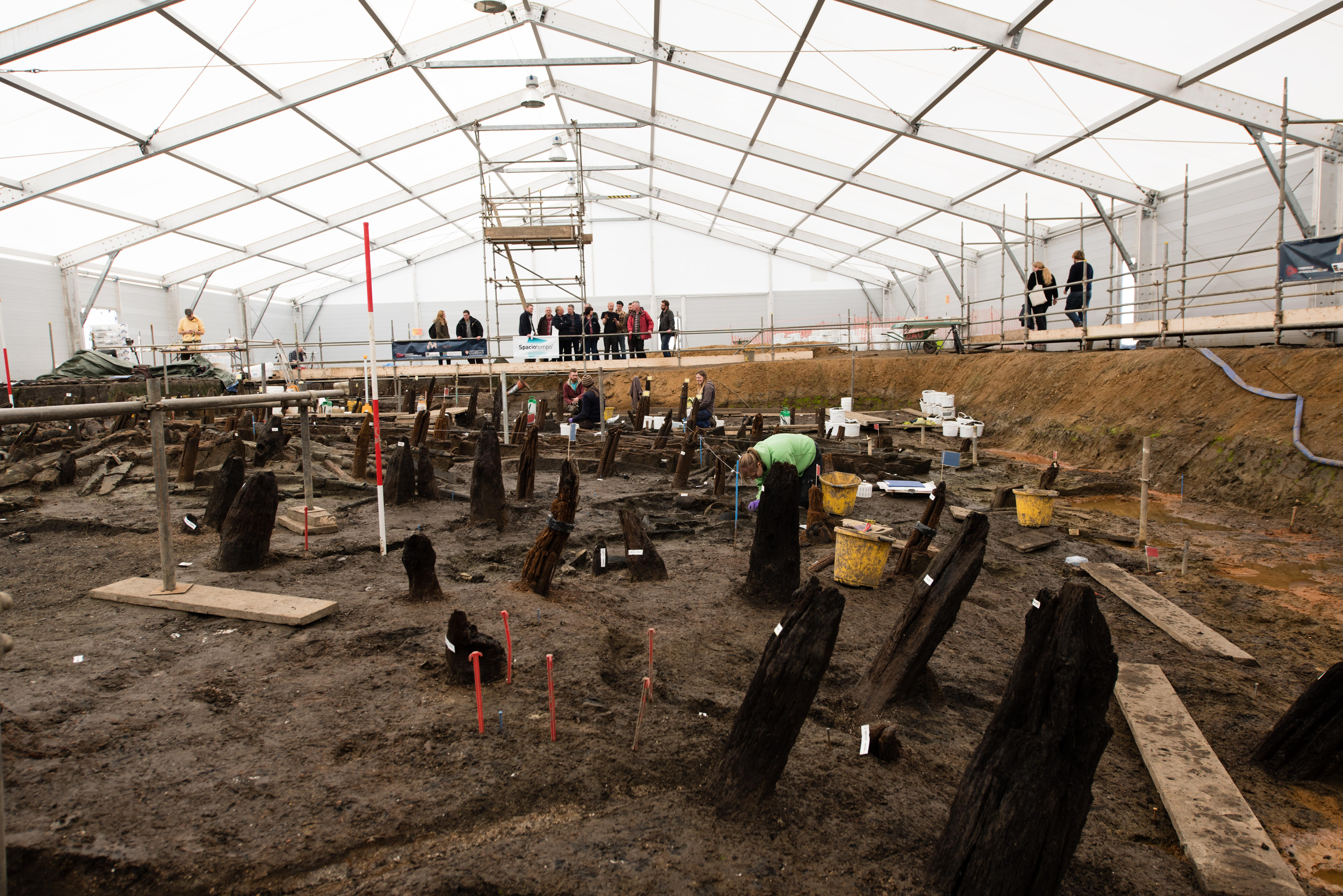
Photographie du site archéologique

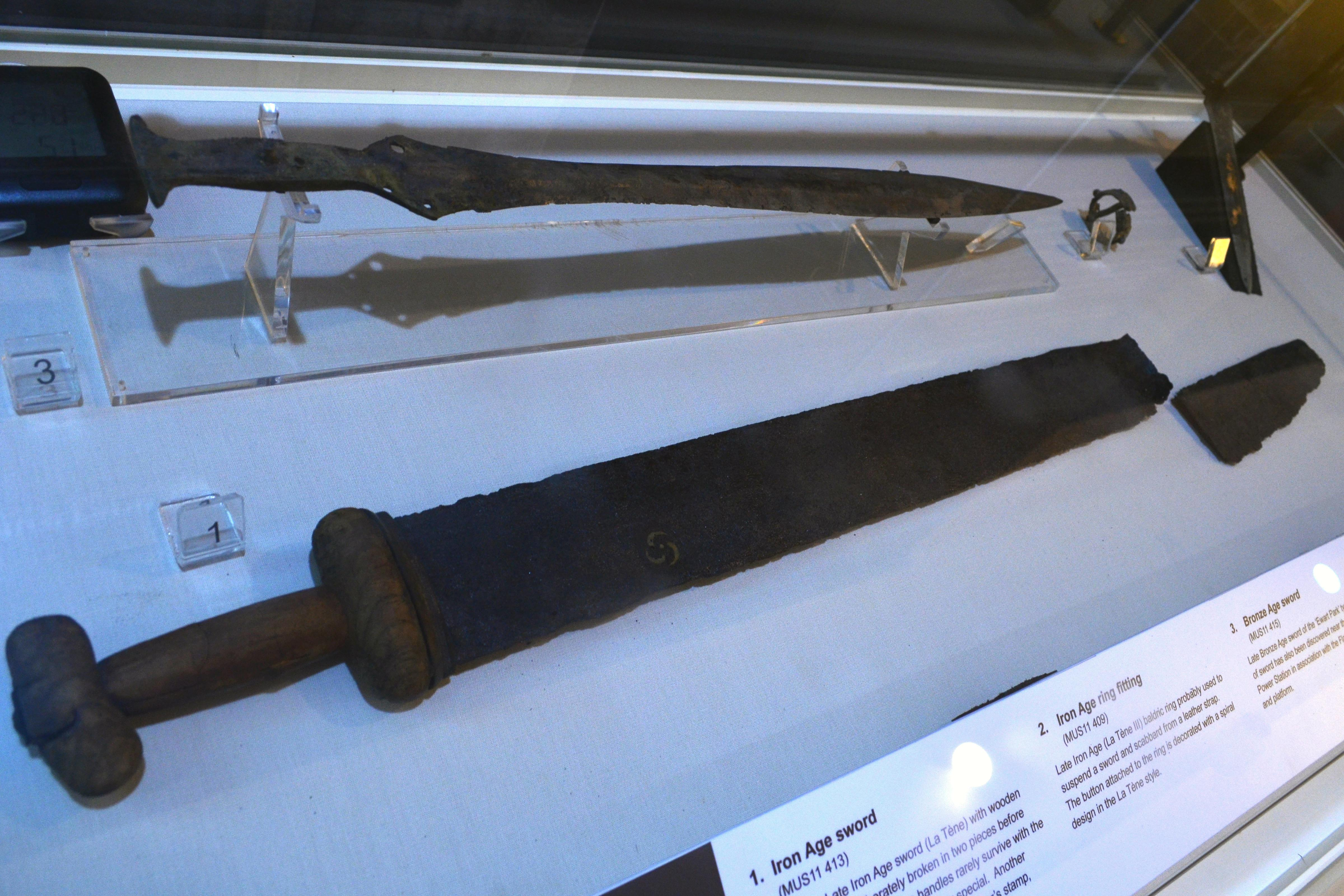
Épées trouvées à Must Farm

## Description
L'évaluation de la surface faite en 2006 a permis de comprendre qu'il existait de véritables maisons sur pilotis datant de 1000 à 800 av. J.-C., qui avaient dû glisser dans la rivière après un incendie. Les maisons se sont donc effondrées dans la rivière, ce qui a éteint l'incendie, et la vase a alors permis une conservation exceptionnelle des éléments en bois, ainsi que de nombreux ustensiles et aliments. Les dernières recherches suggèrent que le site aurait été édifié moins d'un an avant sa destruction.

## Vestiges
On a trouvé des pirogues en bois dans un ancien bras de la rivière envahi par la vase. Leur datation par le carbone 14 couvre un millier d'années, à partir d'environ 1700 av. J.-C. Des pièges à poissons très élaborés étaient aussi en place dans ce bras de rivière. Des perles de verre exhumées étaient probablement utilisées comme bijoux, ou peut-être comme monnaie d'échange. On a aussi trouvé des pots avec pour certains de la nourriture, conservée grâce à la vase. De plus, de nombreux fragments textiles ont été découverts, qui devaient provenir des vêtements des habitants. Ces vêtements étaient faits à partir de fibres de plante et de tilleul.